# Bloch MB.220
Bloch MB.220 byl francouzský dvoumotorový dopravní letoun pro dopravu osob, který byl vyráběn společností Société des avions Marcel Bloch v 30. letech 20. století. 

## Vývoj a popis
MB.220 byl celokovový jednoplošný dolnoplošník, který byl poháněn dvojicí vzduchem chlazených hvězdicových motorů Gnome-Rhône 14N s třílistými stavitelnými vrtulemi Ratier. Měl zatahovatelný podvozek. Obvykle létal se čtyřčlennou posádkou a mohl nést 16 cestujících – 8 sedadel po každé straně středové uličky. Prototyp (F-AOHA) poprvé vzlétnul v prosinci 1935 a tento prototyp následovalo 16 sériových strojů. Posledních 5 letounů sloužilo i po druhé světové válce. Tyto stroje byly upraveny na verzi MB.221 s motory Wright R-1820-97 Cyclone.

## Operační historie
Prvních pět kusů MB.220 (F-AOHB „Gascogne“ až F-AOHF „Saintonge“) převzala letecká společnost Air France v roce 1937.
V roce 1938 již Air France na evropských dopravních linkách používala deset MB.220. První let mezi Paříží a Londýnem letoun s imatrikulací F-AOHE „Aunis“ vykonal 27. března 1938 s letovým časem 1 hodina a 15 minut. V září 1938 byl stroj pojmenovaný „Poitou“ (imatrikulace F-AOHJ) použit francouzským premiérem Édouardem Daladierem k letu na konferenci v Mnichově. Během druhé světové války většina letounů MB.220 sloužila v přepravní službě u ozbrojených sil, což zahrnovalo i službu u letectva nacistického Německa, vichistické Francie i letectva Svobodné Francie. Air France tyto letouny (ve verzi MB.221) používala i po válce na krátkých leteckých linkách po Evropě. Po roce 1949 byly čtyři MB.221 ze stavu Air France odprodány dopravci Société Auxiliaire de Navigation Aérienne.

## Nehody a incidenty
- 3. března 1940, letoun Air France MB.220 s registrací F-AOHA narazil do hory poblíž Orange ve Francii za špatného počasí. Zemřeli všichni 3 členové posádky na palubě.
- 1. září 1941, letoun Air France MB.220 s registrací F-AQNL se zřítil do jezera po startu z Marseille kvůli selhání motoru. Zemřelo 15 ze 17 lidí na palubě.

## Varianty
MB.220
Jeden prototyp a 16 sériových letounů s motory Gnome-Rhône 14N-16 a Gnome-Rhône 14N-17 (protiběžné motory).
MB.221
Posledních 5 letounů vybavených v roce 1949 motory Wright R-1820-97 Cyclone po 808 kW.

## Specifikace (M.B.220)
Technické údaje pocházejí z publikace „Encyklopedie letadel světa“.

Bloch MB.220

### Technické údaje
- Posádka: 4
- Kapacita: 16 cestujících
- Rozpětí: 22,82 m
- Délka: 19,25 m
- Výška: ? m
- Nosná plocha: 75 m²
- Plošné zatížení: ? kg/m²
- Prázdná hmotnost: 6 807 kg
- Max. vzletová hmotnost: 9 500 kg
- Pohonná jednotka: 2× hvězdicový motor Gnome-Rhône 14N-16/-17 (s opačnou rotací)
- Výkon pohonné jednotky: 985 k (735 kW)

### Výkony
- Cestovní rychlost: 280 km/h ve výšce ? m
- Maximální rychlost: 330 km/h (205 mph) ve výšce ? m
- Dolet: 1 400 km
- Dostup: 7 000 m (22 965 stop)
- Stoupavost u země: 5,9 m/s

## Uživatelé
Francie
- Air France
- letectvo Svobodných Francouzů
- letectvo vichistické Francie

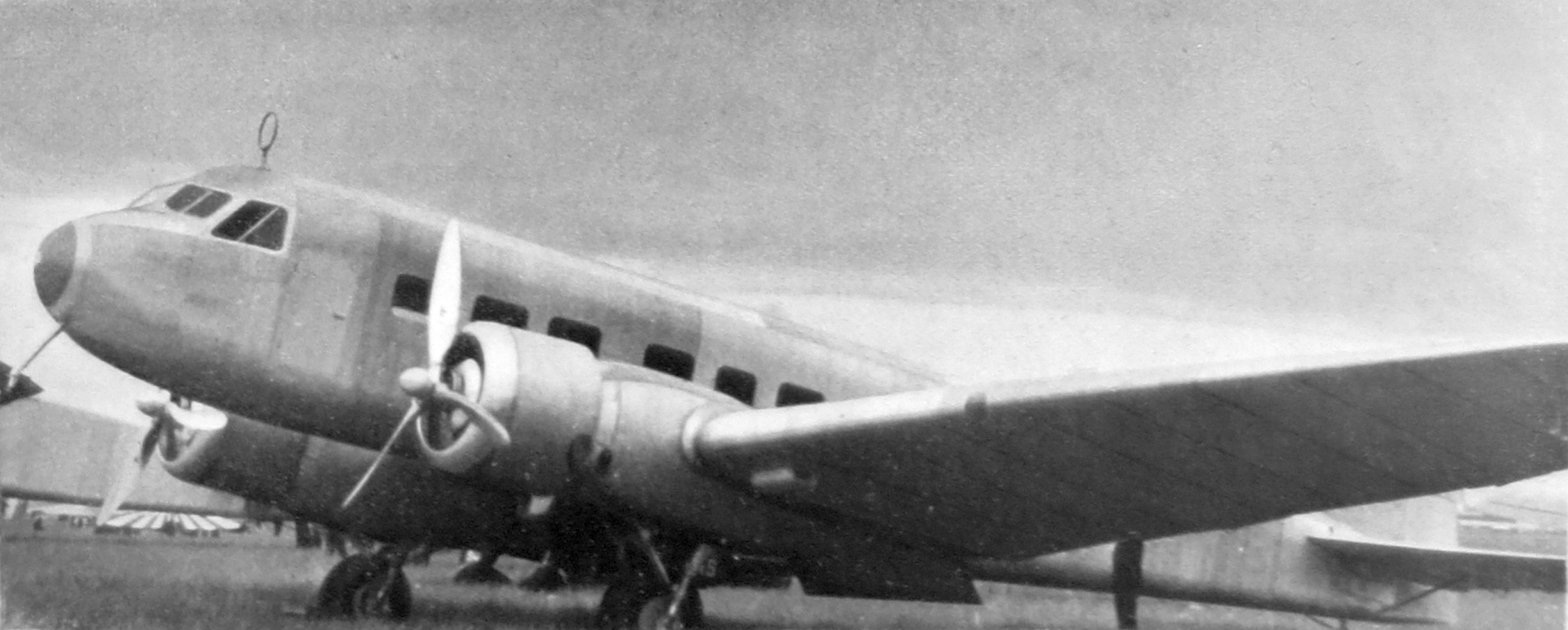
Bloch MB.220 a Mistral K 14

- Societé Auxiliaire de Navigation Aérienne

#### Související vývoj
- Bloch MB.300

#### Podobná letadla
- Douglas DC-2
- Boeing 247
- Junkers Ju 52